# Alois Schmid (Komponist)
Alois Schmid (* 1773 in  Bergatreute; † 1842 in Waldburg) war ein oberschwäbischer Komponist von Kirchenmusik.

## Biografie
Wegen seines musikalischen Talents wurde Alois Schmid ins Kollegiatstift Wolfegg aufgenommen, ein weltliches Augustiner-Chorherrenstift, das gleichzeitig Gymnasium und Musikschule war. Dort wurde er im Orgelspiel und in Komposition unterrichtet. 1802 wurde Schmid, der die Laufbahn eines katholischen Geistlichen eingeschlagen hatte, Benefiziat. Das katholische Oberschwaben fiel 1806 an das protestantische Königreich Württemberg und im Zuge der Säkularisation wurde auch das Kollegiatstift geschlossen. Alois Schmid bekam die Stelle eines Kaplans in Wolfegg und begann ab 1810, für den Kirchenchor der Gemeinde eine Reihe geistlicher Werke zu komponieren. Von 1823 bis 1825 war er Pfarrer im benachbarten Rötenbach und anschließend bis 1842 in Waldburg.
Von Schmids Kompositionen sind etwa 15 erhalten geblieben, darunter ein Requiem und zwei Messen.